# Filo (ciudad)
Filo (en griego, Φύλλος) es el nombre de una antigua ciudad griega de Tesalia.
Estrabón la ubicaba en el distrito de Tesaliótide y añadía que se trataba de un lugar donde se localizaba un templo de Apolo Filio. Es también citada por Esteban de Bizancio.